# Jü-men
Jü-men (čínsky pchin-jinem Yùmén, znaky zjednodušené 玉门, tradiční 玉門) je městský okres v Čínské lidové republice, přesněji v městské prefektuře Ťiou-čchüan v provincii
Kan-su. Na ploše zhruba 13 307 km² žilo v roce 2000 zhruba 116 tisíc obyvatel.
V červenci 2014 byla město samo uzavřeno a 150 jeho obyvatel dáno do karantény kvůli ojedinělému výskytu dýmějového moru.